# ФК УС Дуала
ФК УС Дуала камерунски је фудбалски клуб из Дуале. Основан је 1958. године од стране председника клуба који је желео да створи јаку екипу која ће се равноправно такмичити са локалним ривалима ФК Орикс Дуала, ФК Кеман и ФК Леопард. За боје клуба су одабране зелена и бела  и усвојен поклич GAMAKAI-NASSARA што би у преводу значило: «Напред, странци».
После два неуспела покушаја, ФК УС Дуала се пласирао у Прву лигу 1958. год.

## Успеси

### Национални
- Прва лига Камеруна: (5)
  - 1969, 1976, 1978, 1990, 2012.

- Куп Камеруна: (6)
  -     - 1961, 1969, 1980, 1985, 1997, 2006.

### Континентални
- КАФ Лига шампиона: (1)
  - 1979.

- КАФ Куп победника купова: (1)
  - 1981.